# Огоновський Любомир
Любомир (Людомир) Огоновський (25 червня 1891, с. Нижнів, Тлумацький район, Івано-Франківська область — 6 листопада 1955, м. Філадельфія, США) — військовий діяч, один із організаторів Листопадового чину 1 листопада 1918 у Львові, сотник УГА. Небіж прем'єра ЗУНР Костя Левицького, академіка Польської академії знань Омеляна Огоновського.

## Життєпис
Народився 25 червня 1891 року в містечку Нижневі (тепер Тлумацького району, Івано-Франківської області). Син вчителя Петра Огоновського гербу Огоньчик та Марії з дому Левицької гербу Рогаля. Закінчив ґімназію у Львові, згодом університет. Родина Огоновських проживала якийсь час перед утворенням ЗУНР на 1-му поверсі будівлі страхового товариства «Дністер» у Львові.
Під час Першої світової війни служив в 58-у Станіславівському полку піхоти армії Австро-Угорщини, мав звання четаря і воював на різних фронтах. Наприкінці війни був направлений на службу у військовій поліції Львова, у зв'язку з пораненням.
В 1918 році один із організаторів Центрального Військового Комітету, опрацьовував план повстання у Львові. Троє військовиків у величезній таємниці готували переворот, починаючи від 19 жовтня 1918 року — це Петро Бубела, Любомир Огоновський і Дмитро Паліїв.
За спогадами дружини Л. Огоновського, був ініціатором створення комітету :
| Любомир (Огоновський) мав з поручником Бубелою перші таємні сходини в свойому помешканні, присягли на хрест таємницю-секрет. Нараджувалися, кого з певних українських старшин втаємничити в ці справи.[1] |
Під час Листопадового чину командував роззброєнням військової поліції Львова. В Українській Галицькій Армії був комендантом жандармерії 3-го корпусу.
Від серпня 1941 року комендант української допоміжної поліції у м. Львові, пізніше комісар 5-го комісаріату. Як і вся львівська поліція, включений до дивізії «Галичина». У березні 1945 року тяжко поранений під Віднем.
Помер 6 листопада 1955 року в Філадельфії, США.

## Родина
Син Петра Огоновського, небіж Олександра, Омеляна, Іларія Огоновських та Костя Левицького.